# Càndida Pérez i Martínez

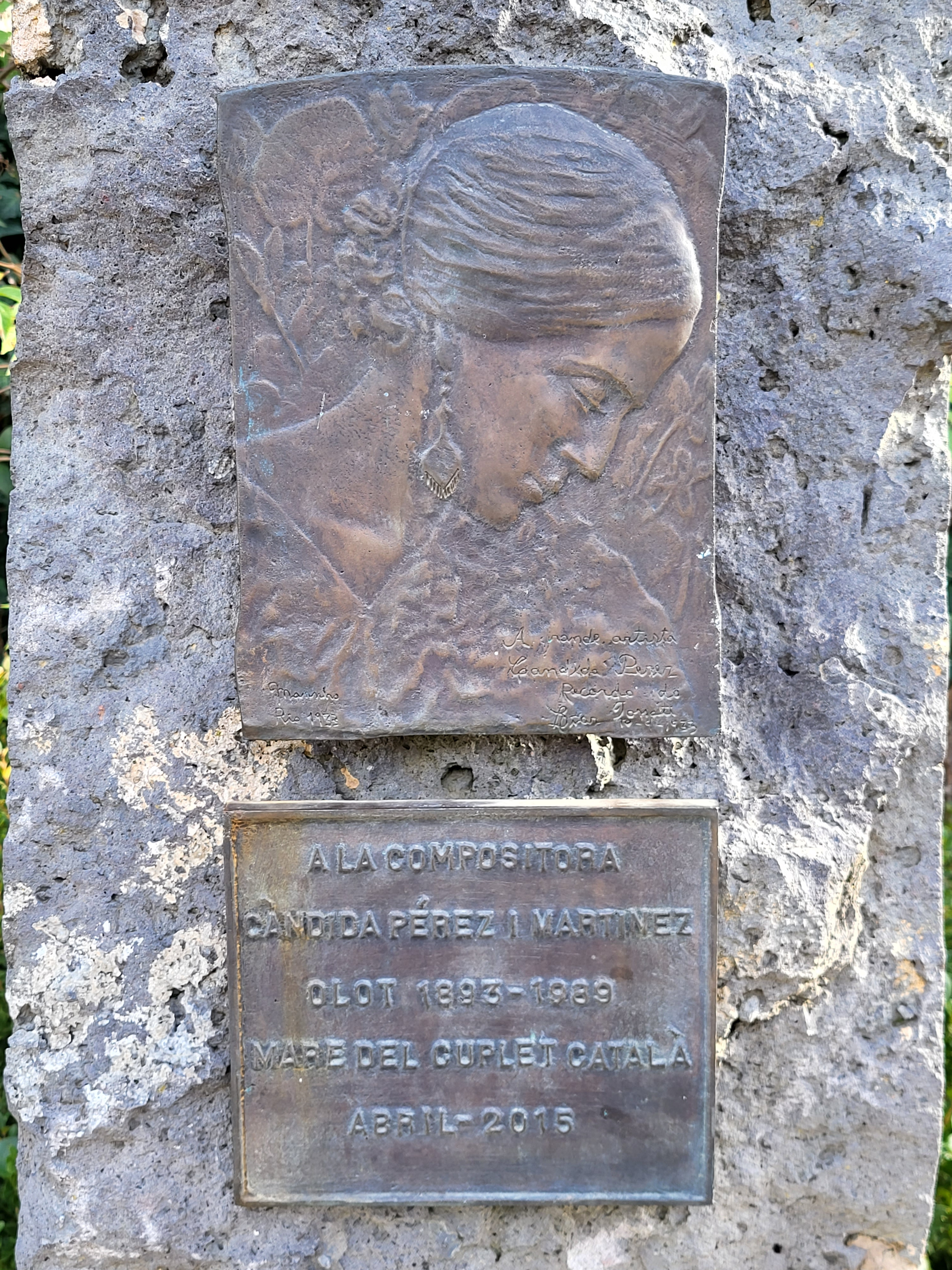
Gedenkplatte für Càndida Pérez i Martinez auf dem Theaterplatz in Olot (2015)

Càndida Pérez i Martínez (* 28. Juli 1893 in Olot; † 15. November 1989 ebenda) war eine katalanische Coupletsängerin und Komponistin. Sie war die Autorin der Musik für einige der bekanntesten katalanischen Couplets der 1920er Jahre wie Les caramelles und Baixant de la Font del Gat. Renommierte Coupletisten wie Raquel Meller und Pilar Alonso interpretierten ihre Couplets. Sie fertigte auch musikalische Illustrationen für einige Theaterstücke an, die in Barcelona uraufgeführt wurden.

## Leben und Werk
Càndida Pérez trat als Heranwachsende am Ateneu Obrer, dem Arbeiterkulturzentrum in Olot auf, wo sie auch musikalisch ausgebildet wurde. Sie debütierte im September 1914 als Singersongwriterin im Kinotheater Ideal Park in Olot. Angestoßen durch das italienische Varietéunternehmen d’Onnini, das zu dieser Zeit in Olot gastierte, verließ Càndida Pérez im Oktober 1914 ihre Heimatstadt. Sie ließ sich für fünf Jahre in Barcelona nieder, wo sie Musik und Komposition studierte und zusammen mit dem neapolitanischen Musiker und Direktor des genannten Varietéunternehmens Melquíadez Lucarelli Ferri in der Carrer de Valldonzella eine Akademie für Gesangs- und Tanzaufführungen gründete, die auf Varieté-Shows spezialisiert war. Càndida Pérez richtete in Barcelona auch eine Musikproduktionsfirma ein, in der sie in den 1920er Jahren mehrere Tonträger einspielte.
1922 heiratete Càndida Pérez Melquíadez Lucarelli und unternahm eine Italientournee, auf der sie Eigenkompositionen in katalanischer und spanischer Sprache vortrug, dirigiert von einem durch ihren Mann geleitetem Orchester. 1926 organisierte die amerikanische Firma Paramount für Càndida Pérez eine große Europatournee. Càndida Pérez debütierte mit großem Erfolg in Paris. 1928 unternahm sie eine Tournee durch Südamerika und wurde schließlich argentinische Staatsbürgerin. Vier Jahre lang trat sie unter dem Künstlernamen Alba erfolgreich in Argentinien, Brasilien, Uruguay und anderen südamerikanischen Ländern auf. 1929 trennte sie sich von Melquíadez Lucarelli. Sie begann 1932 eine Liebesbeziehung mit dem brasilianischen Industriellen und Künstler Luiz Fossati Ferri, der ihr zweiter Ehemann wurde. Sie ließ sich in Brasilien nieder und stieg aus dem Künstlerleben aus.
1968 zog das Paar nach Katalonien, konkret nach L’Hospitalet de Llobregat, zurück. 1971 war Càndida Pérez Ehrengast der von Núria Feliu organisierten Show La nit del cuplet català, die im El Molino in Barcelona stattfand. Nach dem Tod ihres Mannes 1979 kehrte Càndida Pérez in ihre Heimatstadt Olot zurück, wo sie im November 1989 starb. 2009 erschien das Album Càndida Memòria, ein Projekt der Sängerin Rocío Romero i Grau und der Pianistin Elisa Planagumà. Das Album trug das musikalische Erbe der Komponistin und Singersongwriterin zusammen und beansprucht, das feinsinnige katalanische Couplet des beginnenden 20. Jahrhunderts vor dem Vergessen zu retten. Das Album wurde im Teatre Principal in Olot präsentiert. 2015 wurde auf dem Theaterplatz in Olot ein Gedenkstein zu Ehren von Càndida Pérez i Martínez gesetzt.